# Nemastomella maarebensis
Espèce
Synonymes
- Nemastoma maarebense Simon, 1913

Nemastomella maarebensis est une espèce d'opilions dyspnois de la famille des Nemastomatidae.

## Distribution
Cette espèce est endémique de la wilaya de Tizi Ouzou en Algérie. Elle se rencontre prés du Djebel Azerou Tidjer dans la grotte Ifri Maareb.

## Description
La femelle holotype mesure 2,5 mm.

## Systématique et taxinomie
Cette espèce a été décrite sous le protonyme Nemastoma maarebense par Simon en 1913.  Elle est placée dans le genre Nemastomella par Schönhofer en 2013.

## Étymologie
Son nom d'espèce, composé de maareb et du suffixe latin -ensis, « qui vit dans, qui habite », lui a été donné en référence au lieu de sa découverte, la grotte Ifri Maareb.

## Publication originale
- Simon, 1913 : « Araneae et Opiliones (quatrième série). Biospeologica, XXX ». Archives de Zoologie expérimentale et générale, vol. 52, no 2, p. 359-386 (texte intégral).